# Taraxacum fasciatum
Taraxacum fasciatum — вид квіткових рослин з родини айстрових (Asteraceae). Вид зростає в Європі: Англія, Уельс, Шотландія, Північна Ірландія, Ірландія, Данія, Норвегія, Швеція, Фінляндія, Нідерланди; Бельгія, Німеччина, Польща; Чехія, Словаччина, Естонія, Латвія, Литва, Білорусь, Росія; це багаторічна рослина помірних біомів.

## Середовище
Населяє пустирі, нерівні луки, береги.

## Морфологічна характеристика
Як і всі члени групи Maculata, T. fasciatum має поєднання червоних черешків із зеленими крилами та сильними смолистими плямами, особливо на міждолях. Листя досить темно-блискуче-зелене і різне, зовнішнє — з невеликими трикутними кінцевими долями, але внутрішні — великі й мають форму шолома. Зовнішні приквітки короткі, широкі, з бліжим нальотом, акуратно розташовані.